# Thomas Dekker (forfatter)
 For alternative betydninger, se Thomas Dekker. (Se også artikler, som begynder med Thomas Dekker)
Thomas Dekker (eller Decker) (c. 1572 – 25. august 1632) var en engelsk forfatter.
Som med så mange af hans samtidige kender man meget lidt til hans liv; egentlig kun, at han må have tilbragt en del af sin tid blandt andet mellem 1613 og 1620 i gældsfængsel: the bed in which I seven years lay dreaming; ja allerede 1598 udbetalte teaterejeren Henslow et forskud på 40 shillings for at fri ham ud af samme knibe; også, at han lå i strid med Ben Jonson, der havde karikeret ham og hans fæller i sin Poetaster, hvorpå Dekker svarede i skuespillet Satiromastix.
Hans komedier, som The Shoemakers' Holiday og Old Fortunatus (c. 1600), er livlige og med betydelige lyriske skønheder (navnlig de indlagte sange), men yderst ubehjælpsomt byggede; i sine bedste skuespil, som The Honest Whore og The Virgin Martyr, har han derfor søgt samarbejde med folk, der bedre end han selv forstod den dramatiske teknik, for det førstes vedkommende med Middleton, og for det andets med Massinger.
Foruden sine dramatiske arbejder har han skrevet en række prosaarbejder, hvori han skildrer livet i London på hans tid, navnlig skælmernes og vagabondernes færden; de vigtigste er: The Seven Deadly Sins of London (1606) og The Gull's Hornbook (1609); de er af stor kulturhistorisk interesse. Af hans dramatiske arbejder findes der et udvalg i Mermaid Series (1887); hans prosaarbejder er udgivet af Grosart (5 bind, 1884-86).